# 鹿児島市立平川小学校
鹿児島市立平川小学校（かごしましりつ ひらかわしょうがっこう）は、鹿児島県鹿児島市平川町にある市立の小学校。

## 沿革
- 1902年（明治35年） - 創立
- 1941年（昭和16年） - 国民学校令により平川国民学校と改称
- 1947年（昭和22年） - 谷山町立平川小学校と改称
- 1953年（昭和28年） - 谷山市立平川小学校に改称
- 1967年（昭和42年） - 鹿児島市立平川小学校に改称

## 通学区域
- 平川町の一部